# Asendorf (powiat Diepholz)
Asendorf (dolnoniem. Asendörp) – miejscowość i gmina Niemczech, w kraju związkowym Dolna Saksonia, w powiecie Diepholz, wchodzi w skład gminy zbiorowej Bruchhausen-Vilsen.